# 犰狳鱷屬
犰狳鱷屬（學名：Armadillosuchus）是種已滅絕鱷類，屬於鱷形超目的泥炭鱷科，化石發現於巴西包魯盆地，年代為白堊紀晚期。

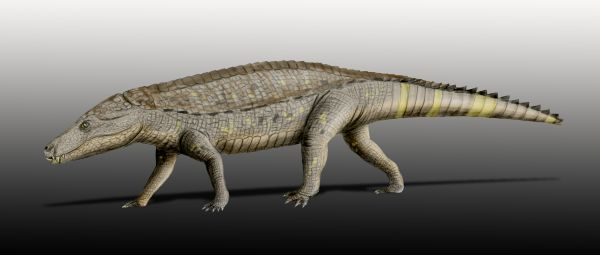
犰狳鱷的想像圖

犰狳鱷是在2009年命名。犰狳鱷的頜部與牙齒有許多類似哺乳類的特徵。犰狳鱷的背部覆蓋者許多厚重鱗甲，但鱗甲的形狀、排列方式特殊，類似現代犰狳的鱗片，而不類似伪鳄类的傳統鱗甲。由於上述特徵，科學家們認為犰狳鱷是種陸棲動物，可能有掘土習性。

## 外部連結
- "Armadillo-like Crocodile Fossil Found in Brazil （页面存档备份，存于）" at National Geographic with image